# Edward Cegiel
Edward Cegiel (ur. 4 kwietnia 1922 w Miławie, zm. 1 maja 2012 w Poznaniu) – polski technolog drewna, profesor doktor habilitowany, inżynier.

## Życiorys
W 1945 zdał maturę w Liceum Ogólnokształcącym im. Michała Kosmowskiego w Trzemesznie (naukę rozpoczął tam w gimnazjum już w 1935, ale przerwała ją II wojna światowa). Podczas okupacji niemieckiej trudnił się tajnym nauczaniem w Kleczy Dolnej, gdzie został wysiedlony przez Niemców. W latach 1945–1950 studiował na Wydziale Rolniczo-Leśnym Uniwersytetu Poznańskiego (agrotechnika). Od 1949 do 1954 pracował w poznańskim „Pagedzie”. W 1958 ukończył studia na Wydziale Technologii Drewna Wyższej Szkoły Rolniczej w Poznaniu. Doktoryzował się w 1961, a habilitował w 1965 na SGGW w Warszawie. 15 kwietnia 1977 został profesorem nadzwyczajnym, a w 1988 profesorem zwyczajnym. W 1968 objął funkcję kierownika Katedry Tartacznictwa. W czasie pracy na uczelni wykładał dwanaście przedmiotów. Od 1978 do 1984 był prodziekanem ds. studiów zaocznych i eksternistycznych. W latach 1980–1981 był dziekanem Wydziału Technologii Drewna. W 1992 przeszedł na emeryturę.  
Pochowany na cmentarzu junikowskim w Poznaniu.  

## Osiągnięcia
Na Akademii Rolniczej w Poznaniu opublikował 58 prac, dwa skrypty, przygotował 99 prac w maszynopisach, w tym 27 dokumentacji naukowych dla przemysłu i 14 opracowań popularno-naukowych. Był promotorem trzech prac doktorskich i 140 magisterskich. Opracował oryginalną metodę badania efektów techniczno-ekonomicznych uzyskiwanych w wyniku praktycznego wdrażania nowych obrabiarek i urządzeń transportowych w przemyśle drzewnym.
Był członkiem Polskiego Towarzystwa Leśnego, Poznańskiego Towarzystwa Przyjaciół Nauk, Komisji Nauk Leśnych i Drzewnych oddziału PAN w Poznaniu, a także aktywnym i wieloletnim działaczem ZNP. 

## Zainteresowania
Do jego zainteresowań należało przede wszystkim:
- badanie procesów produkcyjnych w zakładach wtórnego przerobu drewna,
- zwiększanie wydajności pracy w zakładach drzewnych,
- racjonalne wykorzystanie drewna tartacznego,
- optymalizacja technologiczna kompleksowego przerobu drewna i produkcji półfabrykatów,
- wykorzystywanie odpadów drzewnych w przerobach przemysłowych[2].

## Odznaczenia
- Krzyż Kawalerski Orderu Odrodzenia Polski,
- Złoty i Srebrny Krzyż Zasługi,
- Złota Odznaka ZNP,
- Odznaka „Zasłużony dla Leśnictwa i Przemysłu Drzewnego”,
- Odznaka honorowa „Za Zasługi w Rozwoju Województwa Poznańskiego”[2].